# Долгоруков, Николай Алексеевич
Князь Никола́й Алексе́евич Долгору́ков (1713—1790) — камергер, бригадир во времена правления Петра II, Анны Иоановны, Елизаветы Петровны и Екатерины II Алексеевны.
Рюрикович в XXVI колене, из княжеского рода Долгоруковы.

## Биография
Родился 13 января 1713 года. Второй и любимый сын князя Алексея Григорьевича Долгорукова (ум. 1734). Имел братьев, князей Ивана, Алексея, Александра и сестер княжон — Анна (ум. 1758); Екатерина, обручённая невеста императора Петра II, жена Александра Романовича Брюса); Елена, жена Юрия Юрьевича Долгорукова.
Назначен камер-юнкером (1727). Зачислен капитаном в Преображенский полк и в ранг полковника других полков (1730). По делу о подделке духовного завещания Петра II, сослан с отцом в Берёзов, с конфискацией поместий (1730). Привезён в Новгород. В 1739 году наказан кнутом и после урезания кончика языка сослан в Соловецкий монастырь. В 1742 году дозволено было возвратиться из ссылки, указ вышел 1 декабря 1741 года. Возвращены конфискованные имения (8 сентября 1742). Полковник (с июля 1746),
в 1753 году «по одобрении за понесенные безвинно страдания» пожалован бригадиром, с этим чином и вышел в отставку. Имел поместья в Тарусском уезде.
Умер 3 декабря 1790 года, похоронен рядом со второй женой в Донском монастыре.

## Семья

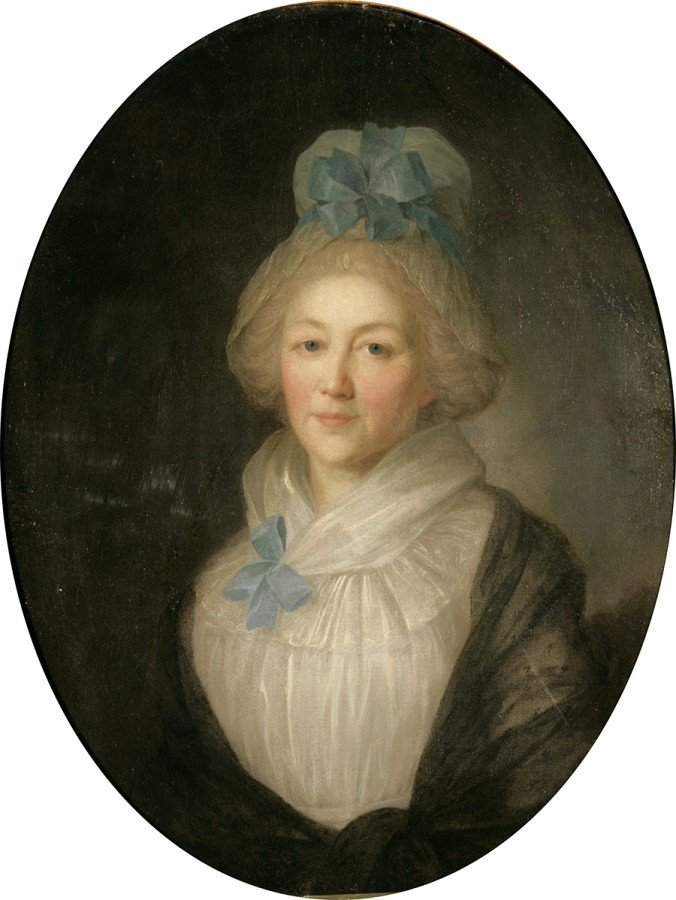
Анна Александровна на портрете Ф. С. Рокотова (1790)

Первая жена (с 1744 года) — княжна Наталья Сергеевна Голицына (30.07.1715—13.11.1755), дочь тайного советника, московского губернатора, князя Сергея Алексеевича Голицына от его брака с Настасьей Васильевной Толочановой. Имели два двора в Москве: на Большой Никитской улице и у Карамышевской. Похоронена в Богоявленском монастыре. Дети:
- Алексей (1750—1816), генерал-лейтенант, член военной коллегии.
- Анастасия (ум. 03.04.1831), жена князя Григория Алексеевича Щербатова.
- Елена (1754—1831), жена генерал-поручика Павла Матвеевича Ржевского, похоронена в московском Новодевичьем монастыре.

Вторая жена (с 1756 года) — Анна Александровна Бредихина (1733—11.01.1808), дочь полковника, новгородского вице-губернатора А. Ф. Бредихина; сестра камергера Сергея Бредихина. Имела двор в Москве, похоронена с мужем в Донском монастыре. Дети:
- Александр (1757—1844), камергер.
- Прасковья (1759—1833), с 22 ноября 1777 года[4] жена Дмитрия Ивановича Нарышкина (1751—1790).
- Анна (1758—1815), жена Николая Никитича Спечинского, похоронена в Сергиевой пустыне близ С-Петербурга.
- Елизавета (1761—1778), похоронена в Донском монастыре.
- Варвара (1769—1849), наследовала половину двора на Никитской улице (1809), погребена в Донском монастыре.